# جوسلين روي
جوسلين روي هو لاعب كرة قدم كندي في مركز الهجوم، ولد في 15 يوليو 1973 في غرانبي في كندا. لعب مع مونتريال إمباكت وميلواكي وايف.